# Esgrima em cadeira de rodas nos Jogos Paralímpicos de Verão de 2012 - Florete A masculino
As competições de florete A masculino foram disputadas no dia 4 de setembro no Complexo ExCel, em Londres. Essa classe é disputada por atletas que possuem bom controle de tronco, e que o braço dominante não é afetado pela deficiência.

## Medalhistas
| Ouro   | CHN Chen Yijun     |
| Prata  | CHN Ye Ruyi        |
| Bronze | HUN Richárd Osváth |

## Calendário
Horário local (UTC+1).
| Data                  | Tempo | Fase             |
| --------------------- | ----- | ---------------- |
| 4 de setembro de 2012 | 09:30 | Qualificação     |
| 4 de setembro de 2012 | 12:00 | Oitavas de final |
| 4 de setembro de 2012 | 14:30 | Quartas de final |
| 4 de setembro de 2012 | 17:45 | Semifinais       |
| 4 de setembro de 2012 | 18:30 | Final            |

## Formato de competição
O torneio começou com uma fase de grupos seguida de uma fase eliminatória. Na primeira fase, os 16 esgrimistas são divididos em 3 grupos. Os combates duram no máximo 3 minutos ou até que um atleta atinja 5 pontos. Na fase eliminatória, os combates duram no máximo 9 minutos (divididos em 3 períodos de 3 cada), ou até que um atleta atinja 15 pontos.

## Resultados

### Fase de grupos

#### Grupo 1
| Atleta             | V | D | V/C  | PG | PS |
| ------------------ | - | - | ---- | -- | -- |
| CHN Chen Yijun     | 4 | 0 | 1.00 | 20 | 6  |
| RUS Artur Yusupov  | 3 | 1 | 0.75 | 17 | 14 |
| POL Dariusz Pender | 2 | 2 | 0.50 | 17 | 14 |
| HUN Gyula Mató     | 1 | 3 | 0.25 | 8  | 18 |
| ITA Matteo Betti   | 0 | 4 | 0.00 | 10 | 20 |

| Atleta             | CHN | HUN | ITA | POL | RUS |
| ------------------ | --- | --- | --- | --- | --- |
| CHN Chen Yijun     | —   | 5—1 | 5—0 | 5—3 | 5—2 |
| HUN Gyula Mató     | 1—5 | —   | 5—3 | 0—5 | 2—5 |
| ITA Matteo Betti   | 0—5 | 3—5 | —   | 4—5 | 3—5 |
| POL Dariusz Pender | 3—5 | 5—0 | 5—4 | —   | 4—5 |
| RUS Artur Yusupov  | 2—5 | 5—2 | 5—3 | 5—4 | —   |

#### Grupo 2
| Atleta              | V | D | V/C  | PG | PS |
| ------------------- | - | - | ---- | -- | -- |
| HUN Richárd Osváth  | 3 | 1 | 0.75 | 18 | 9  |
| HKG Chan Wing Kin   | 3 | 1 | 0.75 | 19 | 13 |
| FRA Ludovic Lemoine | 2 | 2 | 0.50 | 16 | 16 |
| RUS Ivan Andreev    | 2 | 2 | 0.50 | 15 | 16 |
| USA Mario Rodriguez | 0 | 4 | 0.00 | 6  | 20 |

| Atleta              | FRA | HKG | HUN | RUS | USA |
| ------------------- | --- | --- | --- | --- | --- |
| FRA Ludovic Lemoine | —   | 5—4 | 3—5 | 3—5 | 5—2 |
| HKG Chan Wing Kin   | 4—5 | —   | 5—3 | 5—4 | 5—1 |
| HUN Richárd Osváth  | 5—3 | 3—5 | —   | 5—1 | 5—0 |
| RUS Ivan Andreev    | 5—3 | 4—5 | 1—5 | —   | 5—3 |
| USA Mario Rodriguez | 2—5 | 1—5 | 0—5 | 3—5 | —   |

#### Grupo 3
| Atleta                | V | D | V/C  | PG | PS |
| --------------------- | - | - | ---- | -- | -- |
| CHN Ye Ruyi           | 4 | 1 | 0.80 | 24 | 13 |
| FRA Damien Tokatlian  | 4 | 1 | 0.80 | 23 | 12 |
| UKR Andrii Demchuk    | 3 | 2 | 0.60 | 22 | 15 |
| POL Stefan Makowski   | 2 | 3 | 0.40 | 16 | 18 |
| KUW Abdullah Alhaddad | 2 | 3 | 0.40 | 15 | 19 |
| HKG Wong Tang Tat     | 0 | 5 | 0.00 | 2  | 25 |

| Atleta                | CHN | FRA | HKG | KUW | POL | UKR |
| --------------------- | --- | --- | --- | --- | --- | --- |
| CHN Ye Ruyi           | —   | 4—5 | 5—0 | 5—1 | 5—3 | 5—4 |
| FRA Damien Tokatlian  | 5—4 | —   | 5—0 | 5—1 | 5—2 | 3—5 |
| HKG Wong Tang Tat     | 0—5 | 0—5 | —   | 1—5 | 0—5 | 1—5 |
| KUW Abdullah Alhaddad | 1—5 | 1—5 | 5—1 | —   | 3—5 | 5—3 |
| POL Stefan Makowski   | 3—5 | 2—5 | 5—0 | 5—3 | —   | 1—5 |
| UKR Andrii Demchuk    | 4—5 | 5—3 | 5—1 | 3—5 | 5—1 | —   |

## Fase eliminatória
|  | Oitavas de final    | Oitavas de final    | Oitavas de final |  |  | Quartas de final     | Quartas de final     | Quartas de final   |    |                      | Semifinais           | Semifinais     | Semifinais |                     |                     | Final               | Final | Final |
|  |                     |                     |                  |  |  |                      |                      |                    |    |                      |                      |                |            |                     |                     |                     |       |       |
|  | FRA Ludovic Lemoine | FRA Ludovic Lemoine | 14               |  |  |                      |                      |                    |    |                      |                      |                |            |                     |                     |                     |       |       |
|  | POL Dariusz Pender  | POL Dariusz Pender  | 15               |  |  | POL Dariusz Pender   | POL Dariusz Pender   | 12                 |    |                      |                      |                |            |                     |                     |                     |       |       |
|  |                     |                     |                  |  |  | CHN Chen Yijun       | CHN Chen Yijun       | 15                 |    |                      |                      |                |            |                     |                     |                     |       |       |
|  |                     |                     |                  |  |  |                      |                      |                    |    | CHN Yujin Chen       | CHN Yujin Chen       | 15             |            |                     |                     |                     |       |       |
|  |                     |                     |                  |  |  |                      | HUN Richárd Osváth   | HUN Richárd Osváth | 13 |                      |                      |                |            |                     |                     |                     |       |       |
|  |                     |                     |                  |  |  | HKG Wing Kin Chan    | HKG Wing Kin Chan    | 6                  |    |                      |                      |                |            |                     |                     |                     |       |       |
|  |                     |                     |                  |  |  | HUN Richárd Osváth   | HUN Richárd Osváth   | 15                 |    |                      |                      |                |            |                     |                     |                     |       |       |
|  |                     |                     |                  |  |  |                      |                      |                    |    |                      | CHN Yujin Chen       | CHN Yujin Chen | 5          |                     |                     |                     |       |       |
|  | POL Stefan Makowski | POL Stefan Makowski | 13               |  |  |                      | CHN Ye Ruyi          | CHN Ye Ruyi        | 15 |                      |                      |                |            |                     |                     |                     |       |       |
|  | RUS Artur Yusupov   | RUS Artur Yusupov   | 15               |  |  | RUS Artur Yusupov    | RUS Artur Yusupov    | 10                 |    |                      |                      |                |            |                     |                     |                     |       |       |
|  |                     |                     |                  |  |  | FRA Damien Tokatlian | FRA Damien Tokatlian | 15                 |    |                      |                      |                |            |                     |                     |                     |       |       |
|  |                     |                     |                  |  |  |                      |                      |                    |    | FRA Damien Tokatlian | FRA Damien Tokatlian | 8              |            | Disputa pelo bronze | Disputa pelo bronze | Disputa pelo bronze |       |       |
|  |                     |                     |                  |  |  |                      | CHN Ye Ruyi          | CHN Ye Ruyi        | 15 |                      |                      |                |            |                     |                     |                     |       |       |
|  |                     |                     |                  |  |  | CHN Ye Ruyi          | CHN Ye Ruyi          | 6                  |    |                      |                      |                |            |                     | HUN Richárd Osváth  | HUN Richárd Osváth  | 15    |       |
|  | UKR Andrii Demchuk  | UKR Andrii Demchuk  | 12               |  |  | RUS Ivan Andreev     | RUS Ivan Andreev     | 15                 |    | FRA Damien Tokatlian | FRA Damien Tokatlian | 7              |            |                     |                     |                     |       |       |
|  | RUS Ivan Andreev    | RUS Ivan Andreev    | 15               |  |  |                      |                      |                    |    |                      |                      |                |            |                     |                     |                     |       |       |

## Classificação final
| Pos.   | Atleta                |
| ------ | --------------------- |
| Ouro   | CHN Ye Ruyi           |
| Prata  | CHN Yujin Chen        |
| Bronze | HUN Richárd Osváth    |
| 4      | FRA Damien Tokatlian  |
| 5      | HKG Chan Wing Kin     |
| 6      | RUS Artur Yusupov     |
| 7      | POL Dariusz Pender    |
| 8      | RUS Ivan Andreev      |
| 9      | UKR Andrii Demchuk    |
| 10     | FRA Ludovic Lemoine   |
| 11     | POL Stefan Makowski   |
| 12     | KUW Abdullah Alhaddad |
| 13     | HUN Gyula Mató        |
| 14     | ITA Matteo Betti      |
| 15     | USA Mario Rodriguez   |
| 16     | HKG Wong Tang Tat     |